# Liste der Hochkippen im Rheinischen Braunkohlerevier

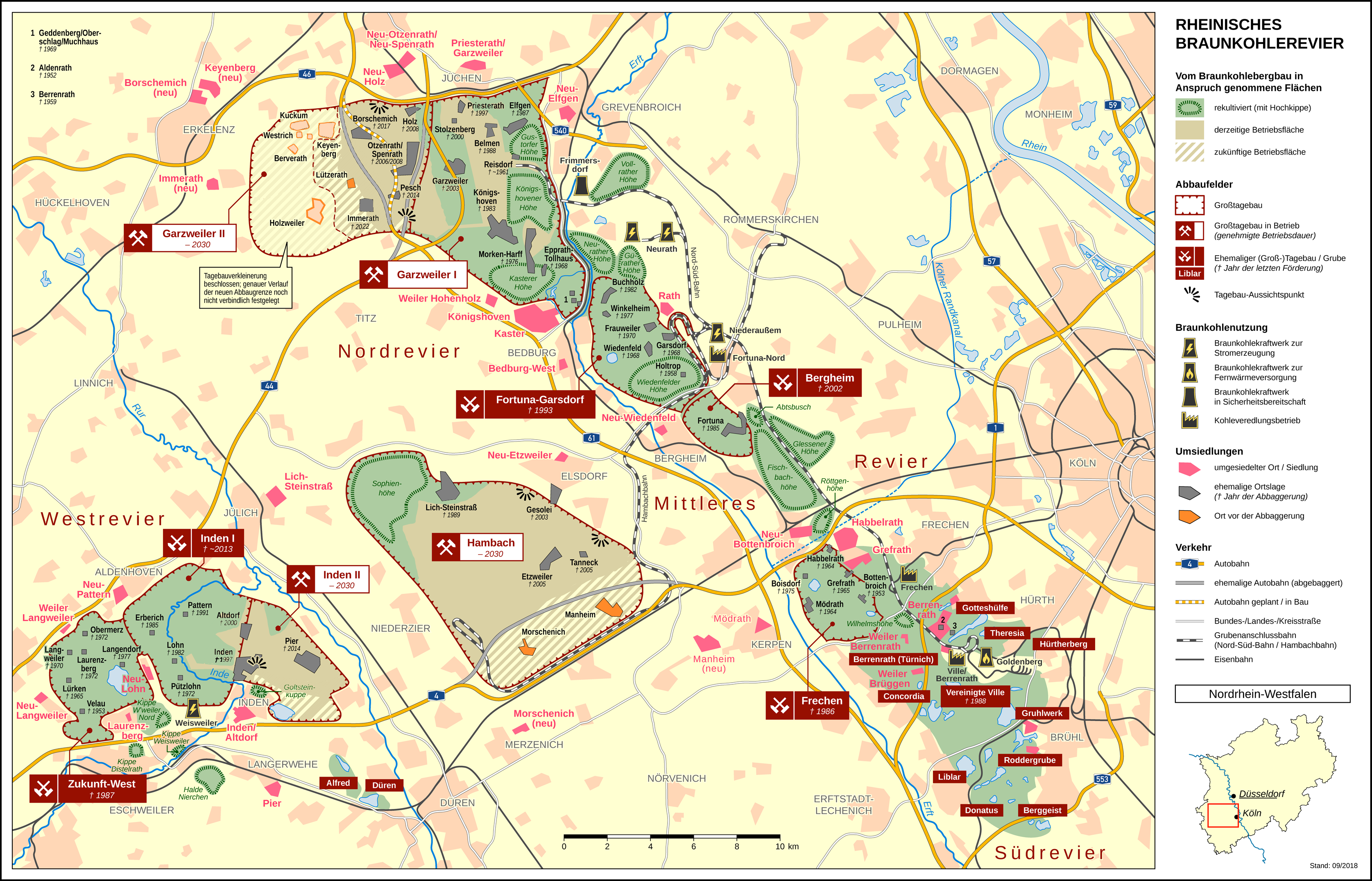
Karte des Rheinischen Reviers mit Abraumhalden

Die Liste der Hochkippen im Rheinischen Braunkohlerevier enthält die Hochkippen (Abraumhalden) im Rheinischen Braunkohlerevier.

## Hintergrund
Beim Betrieb einer Tagebaugrube ist es nicht immer möglich, die auf der Abbauseite anfallenden Abraummassen vollständig innerhalb des Tagebauloches auf der ausgekohlten Seite zu verkippen (verstürzen). Insbesondere beim Aufschluss und in der Frühphase des Betriebes, vor Erreichen der vollen Teufe, ist es oft notwendig, das Deckgebirge nach außerhalb des Tagebauloches zu verbringen. Falls nicht in der Umgebung ein Restloch eines anderen, bereits ausgekohlten Tagebaues liegt, für dessen Verfüllung das Material genutzt werden kann, muss Material an geeigneter Stelle auf freiem Feld verkippt werden. Hier entsteht dann mit der Zeit ein künstlicher Berg, allgemein Halde oder (Hoch-)Kippe genannt. Liegt die Kippe auf freiem Feld außerhalb eines Tagebaus, spricht man auch von einer Außenkippe. Auch beim Verkippen innerhalb eines Tagebaufeldes (dabei kann es sich um denselben Tagebau handeln, aus dem der Abraum stammt, oder einen anderen) kann eine Hochkippe entstehen, wenn die Höhe der Kippe über das Niveau des umliegenden Geländes hinausreicht; hier spricht man von einer Überhöhten Innenkippe. Nur in wenigen Fällen wurden die Hochkippen später wieder abgetragen und das Material anderswo zum Verfüllen benutzt.
Die Hochkippen im Rheinland haben meist die Form eines Tafelberges mit einem großflächigen Hochplateau. So kann nach erfolgter Setzung des Materials und Rekultivierung der Oberfläche mit Lössboden das Plateau landwirtschaftlich genutzt werden. Die Seitenhänge sind zur Stabilisierung und zur Vermeidung von Erdrutschen meist bewaldet angelegt. Auf einigen Kippen sind zur Ausnutzung der günstigen Höhenlage Windkraftanlagen und/oder Sendemasten aufgestellt worden.
Da im Rheinischen Revier – zumindest bei den modernen Großtagebauen im Nord und Westrevier – die Kohle im Vergleich zu anderen Revieren besonders tief liegt, ergibt sich teilweise eine sehr große Menge anfallenden Abraums. Da diese Menge nur zum Teil zum Verfüllen verwendet werden konnte, ergab sich eine entsprechend große Zahl von teils sehr hohen Kippen, im Rheinland meist nur als Höhe bezeichnet, die bis zu 200 Meter über das umliegende Gelände erheben.
Aktuell (Stand 2012) ist die Sophienhöhe die einzige Hochkippe im Revier, auf die noch Massen verstürzt werden. Alle anderen Kippen sind bereits rekultiviert.

## Liste
| Name                                                          | Lage                                                             | Koordinate                      | Höhe ü. NN    | zugehörige Tagebaugrube | Entstehung / Rekultivierung     | Status / Nutzung                                                             |
| ------------------------------------------------------------- | ---------------------------------------------------------------- | ------------------------------- | ------------- | --- | ------------------------------- | ---------------------------------------------------------------------------- |
| Abtsbusch (Ostkippe Fortuna)                                  | südöstlich von Bergheim-Oberaußem                                | 50° 57′ 54,8″ N, 6° 41′ 29,9″ O | 141 m         | Grube Fortuna | vor 1950                        | Rekultiviert, bewaldet                                                       |
| Eschweiler Ostkippe ("Auf der Kippe", auch: Kippe Distelrath) | nördlich von Eschweiler-Ost                                      | 50° 49′ 31,6″ N, 6° 17′ 12,3″ O | 169 m         | Tagebau Zukunft / Zukunft West                                                                                                  | vor 1950                        | Rekultiviert, landwirtschaftliche Nutzung, Landschaftsschutzgebiet           |
| Fischbachhöhe                                                 | östlich von Bergheim-Quadrath-Ichendorf                          | 50° 57′ N, 6° 43′ O             | 163 m         | Tagebau Fortuna-Garsdorf und Tagebau Bergheim (überhöhte Innenkippe im Bereich der Gruben Fischbach, Beisselsgrube und Fortuna) | 1950er bis -70er-Jahre          | Rekultiviert, landwirtschaftliche Nutzung                                    |
| Glessener Höhe                                                | südwestlich von Bergheim-Glessen                                 | 50° 57′ N, 6° 44′ O             | 205,8 m       | Tagebau Bergheim | 1955–1970                       | Rekultiviert, landwirtschaftliche Nutzung                                    |
| Goltsteinkuppe                                                | nordwestlich von Inden-Lucherberg                                | 50° 50′ 57,9″ N, 6° 22′ 1,8″ O  | 143 m         | Tagebau Inden | vor 1950                        | Rekultiviert                                                                 |
| Gürather Höhe                                                 | südwestlich von Grevenbroich-Neurath                             | 51° 1′ 29″ N, 6° 36′ 57,9″ O    | 115 m (ca.)   | Grube Neurath (Außenkippe) | vor 1940                        | Rekultiviert, landwirtschaftliche Nutzung, Tontauben-Schießstand             |
| Gustorfer Höhe                                                | westlich von Grevenbroich-Gustorf                                | 51° 4′ 31″ N, 6° 33′ 12,7″ O    | 90 m (ca.)    | Tagebau Garzweiler I Nord (überhöhte Innenkippe im Tagebau Frimmersdorf-West)                                                   | 1967–81                         | Rekultiviert, landwirtschaftliche Nutzung, Segelflugplatz                    |
| Kasterer Höhe                                                 | Nördlich von Bedburg-Kaster                                      | 51° 1′ 7,2″ N, 6° 33′ 4″ O      | 100 m (ca.)   | Tagebau Garzweiler I Süd (überhöhte Innenkippe im Tagebau Frimmersdorf-Süd)                                                     | 1970er                          | Rekultiviert, landwirtschaftliche Nutzung                                    |
| Königshovener Höhe                                            | westlich von Grevenbroich-Frimmersdorf (ehemals Alt-Königshoven) | 51° 2′ 48,5″ N, 6° 33′ 8,3″ O   | 105 m (ca.)   | Tagebau Garzweiler I Süd | 1988–90                         | Rekultiviert, landwirtschaftliche Nutzung, Windpark                          |
| Neurather Höhe (auch: Frimmersdorfer Höhe)                    | südlich von Grevenbroich-Neurath                                 | 51° 1′ 56,8″ N, 6° 35′ 10,1″ O  | 110 m (ca.)   | Tagebau Frimmersdorf Süd (überhöhte Innenkippe in der Grube Neurath)                                                            | 1960er                          | Rekultiviert, landwirtschaftliche Nutzung, Windtestfeld Grevenbroich         |
| Halde Nierchen                                                | südöstlich von Eschweiler-Weisweiler                             | 50° 48′ 51,4″ N, 6° 20′ 7,8″ O  | 223 m         | Tagebau Inden (Außenkippe) |                                 | Rekultiviert, landwirtschaftliche Nutzung, Windpark                          |
| Röttgenhöhe                                                   | östlich von Kerpen-Horrem                                        | 50° 55′ 8,8″ N, 6° 44′ 18,8″ O  | 163 m         | Grube Grefrath, Grube Horrem (Außenkippe)                                                                                       | vor 1950                        | Rekultiviert, bewaldet                                                       |
| Sophienhöhe (auch: Jülicher Kopf)                             | östlich von Jülich                                               | 50° 55′ 55,5″ N, 6° 26′ 56,2″ O | 301,8 m       | Tagebau Hambach (Außenkippe für den Aufschluss im Norden; Fortsetzung als überhöhte Innenkippe im Süden)                        | 1978–90 (Nord) 1990-heute (Süd) | Nordbereich rekultiviert und bewaldet, Südbereich noch im Verkippungsbetrieb |
| Vollrather Höhe (auch: Allrather Höhe)                        | südöstlich von Grevenbroich-Neuenhausen                          | 51° 3′ 49,8″ N, 6° 36′ 25,5″ O  | 187 m         | Tagebau Frimmersdorf (Außenkippe für den Aufschluss)                                                                            | 1955–68                         | Rekultiviert, landwirtschaftliche Nutzung, Windpark, Sendetürme              |
| Weisweiler Kippe Nord                                         | nördlich von Weisweiler (westlich vom Kraftwerk Weisweiler)      | 50° 50′ 17,9″ N, 6° 18′ 19,1″ O | 155 m (circa) | Tagebau Inden |                                 | Rekultiviert, Industriegebiet (Ernst-Abbe-Straße)                            |
| Weisweiler Kippe                                              | im Ort Weisweiler                                                | 50° 49′ 28,7″ N, 6° 18′ 51,5″ O | 145 m (circa) | Tagebau Zukunft | ab 1909                         | Rekultiviert, besiedelt (Siedlung "Floraweg")                                |
| Wiedenfelder Höhe                                             | nördlich von Bergheim (vormals Wiedenfeld)                       | 50° 59′ N, 6° 38′ O             | 126 m         | Tagebau Fortuna-Garsdorf (leicht überhöhte Innenkippe im südlichen Bereich der Grube)                                           | 1974–1983                       | Rekultiviert, landwirtschaftliche Nutzung, Windpark                          |
| Wilhelmshöhe                                                  | westlich von Neu-Berrenrath                                      | 50° 52′ 45″ N, 6° 47′ 23,6″ O   | 155 m         | Gruben Berrenrath und Louise | vor 1950                        | Rekultiviert, landwirtschaftliche Nutzung, Sendemast                         |